# صحراء أكفاي
صحراء أكفاي أو كما تنطق شعبيا صحراء أكَفاي هي صحراء أشبه برصيف صحراوي يمتد على عدة مئات من الهكتارات، مغطاة بالحجارة والحدائق تتخللها بيئة جبلية تتكون من كثبان رملية بدرجات متفرقة بين اللون الأبيض والطيني. وتقع على المرتفعات الأولى لجبال الأطلس الكبير على بعد حوالي ثلاثين كيلومترًا من مدينة مراكش المغربية؛ حيث يمكن الوصول إليها بسهولة من مراكش باتجاه بلدة تمصلوحت عبر الطريق الإقليمي P2014.
تضم صحراء أكَفاي واحة تلقب بالواحة المسحورة، تبلغ مساحتها حوالي سبعة هكتارات تستمد حيويتها من الوادي الجاف القريب منها، تزرع فيها أشجار الأوكالبتوس والزيتون والكروم. وعلى الرغم من أن تضاريس المنطقة تشبه تضاريس الصحاري النموذجية، إلا أنها ليست كذلك في أكفاي بالمعنى الحرفي للمصطلح، بل بالأحرى منطقة صحراوية ذات سطح منخفض. قربها من المدينة المغرة يجعلها ملاذًا شعبيا وسياحيا شهيرًا.